# Pseudocyathoceras
Pseudocyathoceras is een geslacht van koralen uit de familie van de Turbinoliidae.

## Soort
- Pseudocyathoceras avis (Durham & Barnard, 1952)